# Daniel Weyman
Daniel Max Weyman (nacido en 1977) es un actor inglés conocido por sus papeles principales en Just Inès (2010), Foyle's War (2013) y Silent Witness (2016), y más recientemente conocido por su papel del Extraño en El Señor de los Anillos: los Anillos de Poder (2022).

## Carrera
Weyman se formó en el Nottingham New Theatre y se graduó en 2000.